# 디즈니 디지털 3-D

디즈니 디지털 3-D(Disney Digital 3-D)는 디지털 시네마로 상영되는 디즈니의 3D 영화 브랜드이다. 디즈니 디지털 3-D는 상영 기법과 제작 형식, 기술의 이름이 아니다. 디즈니 디지털 3-D라고 선전되는 작품은 RealD, 돌비 3D, XpanD, MasterImage 3D 등 디지털 3D 기술을 사용하여 제작되고 있다.

## 디즈니 디지털 3-D 영화 목록

### 장편 영화

#### 오리지널 릴리스
| 타이틀                                                      | 개봉일           |
| ----------------------------------------------------------- | ---------------- |
| 치킨 리틀                                                   | 2005년 11월 4일  |
| 로빈슨 가족                                                 | 2007년 3월 30일  |
| 한나 몬타나 & 마일리 사이러스: 베스트 오브 보스 월드 콘서트 | 2008년 2월 1일   |
| 볼트                                                        | 2008년 11월 21일 |
| Jonas Brothers: The 3D Concert Experience                   | 2009년 2월 27일  |
| 업                                                          | 2009년 5월 29일  |
| G-Force                                                     | 2009년 7월 24일  |
| 크리스마스 캐롤                                             | 2009년 11월 6일  |
| 이상한 나라의 앨리스                                        | 2010년 3월 5일   |
| 토이 스토리 3                                               | 2010년 6월 18일  |
| 라푼젤                                                      | 2010년 11월 24일 |
| 트론: 새로운 시작                                           | 2010년 12월 17일 |
| 화성은 엄마가 필요해                                        | 2011년 3월 11일  |
| 캐리비안의 해적: 낯선 조류                                  | 2011년 5월 20일  |
| 카 2                                                        | 2011년 6월 24일  |
| 존 카터                                                     | 2012년 3월 9일   |
| 메리다와 마법의 숲                                          | 2012년 6월 22일  |
| 프랑켄위니                                                  | 2012년 10월 5일  |
| 주먹왕 랄프                                                 | 2012년 11월 2일  |
| 오즈 그레이트 앤드 파워풀                                   | 2013년 3월 8일   |
| 몬스터 대학교                                               | 2013년 6월 21일  |
| 비행기                                                      | 2013년 8월 9일   |
| 겨울왕국                                                    | 2013년 11월 27일 |
| 말레피센트                                                  | 2014년 5월 30일  |
| 비행기 2: 소방구조대                                        | 2014년 7월 18일  |
| 빅 히어로 6                                                 | 2014년 11월 7일  |
| 인사이드 아웃                                               | 2015년 6월 19일  |
| 굿 다이노                                                   | 2015년 11월 25일 |
| 파이니스트 아워                                             | 2016년 1월 29일  |
| 주토피아                                                    | 2016년 3월 4일   |
| 정글북                                                      | 2016년 4월 15일  |
| 거울 나라의 앨리스                                          | 2016년 5월 27일  |
| 도리를 찾아서                                               | 2016년 6월 17일  |
| 마이 리틀 자이언트                                          | 2016년 7월 1일   |
| 피터와 드래곤                                               | 2016년 8월 12일  |
| 모아나                                                      | 2016년 11월 23일 |
| 미녀와 야수                                                 | 2017년 3월 17일  |
| 캐리비안의 해적: 죽은 자는 말이 없다                        | 2017년 5월 26일  |
| 카 3: 새로운 도전                                           | 2017년 6월 16일  |
| 코코                                                        | 2017년 11월 22일 |
| 시간의 주름                                                 | 2018년 3월 9일   |
| 인크레더블 2                                                | 2018년 6월 15일  |
| 주먹왕 랄프 2: 인터넷 속으로                                | 2018년 11월 21일 |
| 덤보                                                        | 2019년 3월 29일  |
| 알라딘                                                      | 2019년 5월 24일  |
| 토이 스토리 4                                               | 2019년 6월 21일  |
| 라이온 킹                                                   | 2019년 7월 19일  |
| 겨울왕국 2                                                  | 2019년 11월 22일 |

## 같이 보기
- 3차원 영화
- 디지털 시네마